# Facultad Militar Conjunta
La Facultad Militar Conjunta (FMC) es una unidad académica de la Universidad de la Defensa Nacional (UNDEF) creada el 10 de diciembre de 2020.

## Reseña
Tras crear la Universidad de la Defensa Nacional (UNDEF) el 2 de diciembre de 2014, se resolvió crear las unidades académicas y la unidad académica de formación militar conjunta (UAFMC) el 21 de octubre de 2014 con la Escuela Superior de Guerra Conjunta (ESGC) y el Instituto de Inteligencia de las Fuerzas Armadas (IIFA).
El 10 de diciembre de 2020 fue resuelto crear la Facultad Militar Conjunta (FMC), con esos dos institutos para la formación del personal militar y civil de las Fuerzas Armadas. En 2021 fue creado el Instituto de Ciberdefensa de las FF. AA.